# Rockman 2: The Power Fighters
Mega Man 2: The Power Fighters, conocido en Japón como Rockman 2: The Power Fighters (ロックマン２ ザ パワーファイターズ?), es un juego de Mega Man lanzado para arcadias. Este juego es la continuación de Rock Man: The Power Battle (conocido fuera de Japón como Mega Man: The Power Battle), y al igual que en aquel, el jugador vuelve a enfrentar distintos jefes de juegos anteriores, desde Mega Man hasta Mega Man 7.
Tanto Mega Man: The Power Battle como Mega Man 2: The Power Fighters fueron lanzados de forma conjunta en Mega Man Anniversary Collection para PlayStation 2, GameCube y Xbox, y en Rockman Battle & Fighters para Neo Geo Pocket Color.

## Historia
El laboratorio del Dr. Light ha sido atacado por el Dr. Wily y este ha robado algunas partes especiales para los robots. Y por si eso no fuera lo suficientemente malo, también ha tomado a Roll como rehén. Mega Man y Proto Man han ido a detener al Dr. Wily y se han topado con Duo, el gran robot extraterrestre, que está dispuesto a ayudar. Bass, todavía enojado de que Wily haya revivido a más robots, una vez más se une al equipo para destruir a los enemigos.

## Jugabilidad
La jugabilidad de Power Battle se mantiene, pero con distintos agregados. Las novedades incluyen ataques especiales exclusivos para personaje jugable, y que no son vistos en otros Mega Man; poder llamar a Rush, Treble o Beat como apoyo durante la batalla; los jefes ahora pueden llamar enemigos para que les asistan en el combate. Tras seleccionar a su personaje, el jugador debe elegir entre tres sub-historias, mismas que determinan los enemigos a enfrentar durante el juego.
Este juego marca la primera aparición de Duo como personaje jugable. Al igual que su precuela, el juego soporta dos jugadores simultáneos, pero solo uno obtendrá el arma especial del jefe: cuando este es destruido, deja caer una cápsula, y el jugador que la tome primero se queda con el arma.

## Jefes
¡Encontrar a Wily!
- Bubble Man
- Heat Man
- Shadow Man
- Gyro Man
- Centaur Man
- Plant Man
- Mad Grinder

¡Rescatar a Roll!
- Cut Man
- Elec Man
- Dive Man
- Stone Man
- Slash Man
- Shade Man
- Yellow Devil

¡Recuperar las piezas!
- Guts Man
- Air Man
- Quick Man
- Gemini Man
- Pharaoh Man
- Napalm Man
- Mecha Dragon

## Curiosidades
- A pesar de que en este juego aparecen dos Robot Masters de Mega Man 6, a ninguno de los dos se le dio su tema musical respectivo:
  - Plant Man tiene el tema de Crash Man de Mega Man 2.
  - Centaur Man tiene el tema de Junk Man de Mega Man 7.
- El tema de la selección de escena es un remix del de Mega Man 6.
- Este juego salió antes que Mega Man 8, pero se ubica después cronológicamente; esto es notable por la aparición de Duo.
- En este juego Pharaoh Man y Centaur Man tienen armas nuevas en vez de las que tenían originalmente: Pharaoh Wave y Centaur Arrow.
- En el final de Bass, se revela que el Dr. Wily está creando a Zero.
  - Si se le pone atención a los planos, se podrá notar que son los del diseño de Zero visto a partir de Mega Man X2, el cual aparece tras ser recostruídas sus partes por los X-Hunters y reensambladas por el Dr. Cain. Al no tratarse del diseño original visto en Mega Man X, se puede pensar que se trató de un descuido por parte de los diseñadores.